# مقاطعة ويست باتون روغ (لويزيانا)
مقاطعة ويست باتون روغ (بالإنجليزية: West Baton Rouge Parish, Louisiana)‏ هي إحدى مقاطعات ولاية لويزيانا في الولايات المتحدة. تأسست سنة 1807، وتبلغ مساحتها 527 كم2، بلغ عدد سكانها 23788 نسمة في عام 2010 حسب إحصاء مكتب تعداد الولايات المتحدة وتصل الكثافة السكانية فيها 44 نسمة/كم2.

## وصلات خارجية
- United States Counties